# Elacatinus evelynae
Espèce
Le Gobie nez de requin (Elacatinus evelynae ou Gobiosoma evelynae) est une espèce de poissons de la famille des Gobiidae, originaire des Caraïbes mais également présente en aquarium, comme les autres espèces du genre Elacatinus.

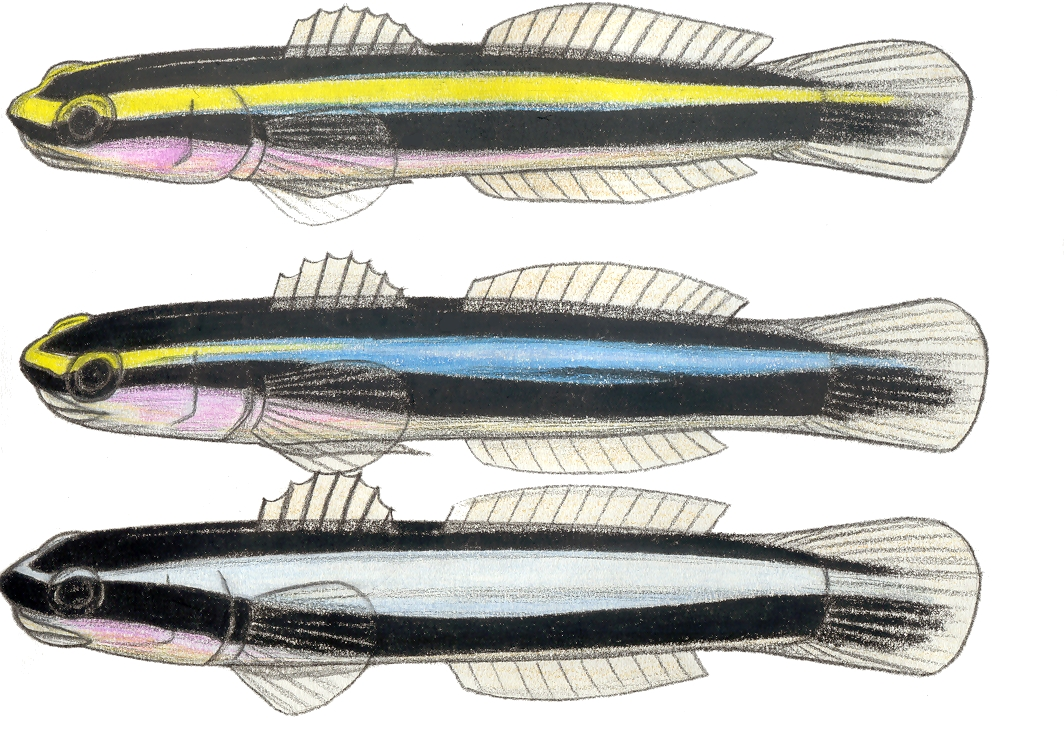
Elacatinus evelynae

## Maintenance en aquarium
| Origine         | Caraïbes          | Eau           | Eau salée           |
| Dureté de l'eau | - °GH             | pH            | De 8 à 8,4          |
| Température     | Entre 23 et 28 °C | Volume mini.  | 100 L               |
| Alimentation    | Carnivore         | Taille adulte | 4 cm maximum        |
| Reproduction    | -                 | Zone occupée  | -                   |
| Sociabilité     | Calme et paisible | Difficulté    | Relativement facile |